# Smerinthulus diehli
Smerinthulus diehli is een vlinder uit de familie van de pijlstaarten (Sphingidae). De wetenschappelijke naam van de soort werd in 1982 gepubliceerd door Hayes.